# Waghäusel
Waghäusel là một thị trấn ở huyện Karlsruhe, bang Baden-Württemberg, Đức. Đô thị này có diện tích 42,84 km², dân số thời điểm 31 tháng 12 năm 2006 là 20,588 người.